# Ivan Egorovič Ševič
Il conte Ivan Egorovič Ševič (in russo Иван Егорович Шевич?, in serbo Јован Шевић?, Jovan Šević; Novorossija, 1754 – Lipsia, 4 ottobre 1813) è stato un generale russo di origini serbe.

## Biografia
Ivan Ševič nacque nel 1754 in una famiglia nobile di origini serbo-slave. Suo padre Georgije era figlio di Jovan Šević che aveva guidato la migrazione dei Serbi dai territori della monarchia asburgica verso la Russia. Ivan trascorse i suoi primi anni di vita nella Novorossija, l'area così chiamata da Caterina II di Russia e destinata ad accogliere appunto i serbi ed i loro co-religionisti slavi e valacchi.
All'età di 16 anni, dopo aver completato positivamente un corso di formazione, entrò nell'esercito russo divenendo sergente della legione moscovita. Due anni dopo ricevette il rango di ufficiale e venne trasferito negli ussari illiri. Nel 1773 prese parte ad una campagna in Crimea e l'anno successivo prese parte alla soppressione della rivolta guidata da Emel'jan Ivanovič Pugačëv, dove conobbe il proprio battesimo del fuoco.
Come ufficiale di cavalleria, combatté a Kuban e contro gli ottomani nel 1788 durante gli assedi di Ochakov, Căuşeni e Bender. Nel 1794, il suo corpo di cavalleria venne inviato a contrastare i confederati polacchi. Divenne colonnello nel 1798 all'età di 44 anni. Nell'ottobre del 1799 venne nominato comandante del reggimento dei corazzieri Glukhovsky, ma dopo soli quattro mesi lo zar Paolo I di Russia chiese le sue dimissioni sospettandolo di cospirare contro di lui.
Lo zar Alessandro I chiese a Ševič di tornare in servizio nel dicembre del 1806. L'anno successivo Ševič combatté i turchi sul Danubio, in Valacchia, prendendo parte all'assalto della fortezza di Brăila. Nel dicembre di quello stesso 1807, nominato maggiore generale, venne prescelto dal ministero della guerra russo per divenire membro di una spedizione. Il 28 novembre 1808, ricevette il comando del reggimento degli ussari della guardia imperiale e nel 1812 venne inserito nell'armata del generale Michael Andreas Barclay de Tolly.
Nella campagna militare del 1813, prese parte alle battaglie di Lutzen, Bautzen, a Kulm e trionfò su Napoleone nella battaglia di Borodino. Per il valore mostrato a Kulm, venne promosso al rango di tenente generale il 30 agosto 1813.
Venne ucciso nel corso della battaglia di Lipsia il 4 ottobre 1813.

## Matrimonio e figli
Il generale Ševič sposò la baronessa Maria Khristoforovna Benckendorff (1784-1841), damigella d'onore della zarina e sorella della contessa Dorothea von Benckendorff e del generale Alexander von Benckendorff nonché amica intima dei genitori del famoso poeta russo Pushkin. La coppia ebbe i seguenti figli:
- Anna Ivanovna
- Fëdor Ivanovič (1801-1826)
- Varvara Ivanovna (1802-1828), sposò nel 1823 il diplomatico Apollinarij Petrovič Butenev (1787-1866).
- Aleksandr Ivanovič (1805 - 1813)
- Lyubov Ivanovna (1806-1866)
- Alexandra Ivanovna (10 luglio 1807-1860)
- Egor Ivanovich (14 settembre 1808-1849), colonnello dell'esercito russo, dal 1837 sposato con la damigella d'onore Lydia Dmitrievna Bludova (1815-1882), figlia del conte Dmitrij Nikolaevič Bludov. Furono genitori del diplomatico Dimitrij Egorovič Ševič.